# De Oare útjouwerij
De Oare útjouwerij (Fries voor De Andere uitgeverij) is een in Enschede gevestigde uitgeverij van voornamelijk literair werk in het Nederlands, Fries en Twents.
De Oare útjouwerij bestaat sinds 1986 als eenmanszaak van Goaitsen van der Vliet en maakt deel uit van diens bedrijf Bits & Books.
Het fonds van De Oare útjouwerij bestaat uit:
- Oorspronkelijke Nederlandstalige literatuur van onder andere Paul Gellings, J. Heymans en Willem Wilmink;
- Oorspronkelijke Friestalige literatuur van onder andere Tine Bethlehem, Eppie Dam, Albertina Soepboer en Jan Wybenga;
- Oorspronkelijke Twentstalige literatuur van onder andere Gerard Droste, Gerrit Klaassen, Gerrit Lansink, Frank Löwik en Theo Vossebeld;
- Historische werken, waaronder De strijdbijl van Wijnjeterp (1992), De 13 fan Obbe Sjutsje (2022) en De 13 van Obbe en Sjutje (2023);
- Het Twentstalige literaire tijdschrift De Nieje Tied (blad in t plat, 1994-2004);
- Taalkundige werken, waaronder het Twentse Riemweurdkesbook (2009), de woordenboeken Twents-Nederlands en Nederlands-Twents (2011), en de digitale woordenboeken Dialexicon Twents voor Windows (2003) en Dialexicon Twents Online (2025);
- Diversen, waaronder Asterix den Gallier - Kats in t plat (1997) en enkele kunst- en fotoboeken.